# Serambi
Serambi is een bestuurslaag in het regentschap Lahat van de provincie Zuid-Sumatra, Indonesië. Serambi telt 970 inwoners (volkstelling 2010).